# أمنمحات الخامس
سيخهيمكاري (بالإنجليزية: Sekhemkare)‏، هو فرعون مصري من الأسرة الثالثة عشر من المرحلة الانتقالية الثانية، وبحسب الباحثين في المصريات كيم ريهولت وداريل بيكر، كان الملك الرابع من الأسرة، حكم من 1796ق.م حتى 1793ق.م. وقد ناقش عدد من علماء المصريات أن هوية أمنمحات الخامس يمكن أن يكون هو نفس الشخص سيخيمكاري أمنمحات سونبف، الحاكم الثاني للأسرة الثالثة عشر.